# Ликаон
Ликаон је у грчкој митологији било име више личности.

## Митологија
- Ликаон (Пријамов син), тројански принц.
- Ликаон (Пелазгов син), аркадијски краљ.
- Езејин син, једног од првих краљева Пелопонеза. Био је отац Дејанире, мајке Ликаона, аркадијског краља.[1]
- Према Аполодору и Вергилију, Ликаон је био Пандаров и Еуритионов отац.[1]
- Човек из Гнососа, који је направио мач који је Асканије, Енејин син, дао Еуријалу.[1]
- Ерихетов отац.[1]

## Биологија
Латинско име ових личности је Lycaon и означава род афричких дивљих паса.